# 粪甾烷醇
粪甾烷醇（coprostanol，5β-coprostanol）又称粪固烷醇、粪固醇（coprosterol，stercorin），是一种27碳的饱和甾醇类化合物，可看作是胆固醇（胆甾-5-烯-3β-醇）的5β氢化产物，即B环上没有双键。
粪甾烷醇系统命名为5β-胆甾烷-3β-醇（5β-cholestan-3β-ol），其有一异构物也是胆固醇的还原代谢产物，少量存在于动物组织中，称为胆甾烷醇或胆固烷醇（cholestanol，5α-cholestanol），系统命名为5α-胆甾烷-3β-醇（5α-cholestan-3β-ol）；两者区别在于 A/B 稠环的融合方式不同，使得5位氢方位不同。
粪甾烷醇的形成，是由于消化道中未被吸收的胆固醇在结肠被细菌利用，在肠道细菌的作用下，胆固醇C5～C6间的双键被还原而生，最后随粪排出。粪甾烷醇存在于大部分哺乳动物与鸟类的消化道中。这一化合物可作为环境中存在人类糞便的生物标记物。

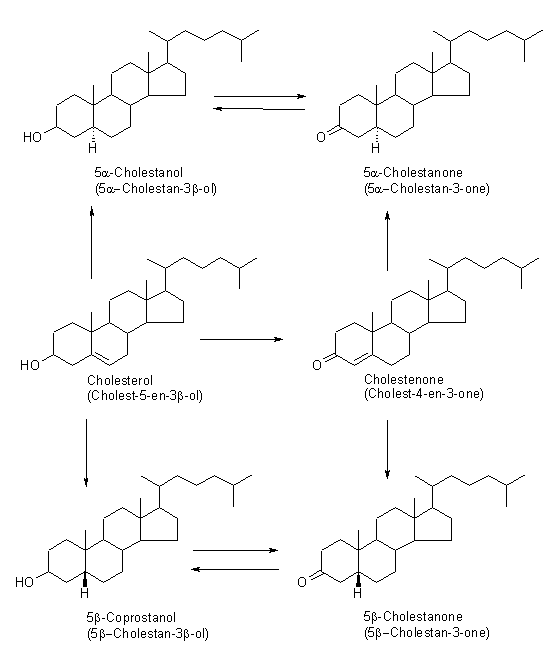
消化道中粪甾烷醇可能的的合成路线